# Pedro López Elum
Pedro López Elum (Denia, 1944-Valencia, 30 de junio de 2008)  fue un historiador español, profesor de la Universidad de Valencia y catedrático del Departamento de Historia Medieval. Su obra se caracterizó por tratar diversos temas de la historia medieval valenciana y, en especial, del siglo XIII. Dejó varios estudios sobre la conquista y la repoblación del reino de Valencia, sobre el Llibre  dels feits de  Jaime I, los Furs y los castillos valencianos, tanto islámicos como cristianos.

## Trayectoria profesional
Pedro López Elum estudió en los años 1960 Filosofía y Letras en la Universidad de Valencia. En 1970 ingresó como profesor no numerario en el Departamento de Historia Medieval, que acababa de crearse. Fue discípulo de Antonio Ubieto Arteta aunque marcó distancias con las tesis del historiador aragonés.
La obra de López Elum se centra fundamentalmente en diversos temas de la historia medieval valenciana, especialmente del siglo XIII, poco valorado hasta hace no mucho. Buena muestra es uno de sus últimos libros, Los orígenes de los Fueros de Valencia y de las Cortes en el siglo XIII (Generalitat Valenciana, 2001) o la síntesis La conquista y repoblación valenciana durante el reinado de Jaime I (Valencia, 1995). Su tesis doctoral versó sobre el morabatí, y a raíz de estos estudios sobre fiscalidad trató de aproximarse a los estudios de demografía y población valencianas (El impuesto del morabatí, su base económica y sus aplicaciones demográficas: datos para su estudio (siglos XIII-XVIII), Valencia, Universidad de Valencia, 1972) a partir de la tesis de licenciatura sobre Alzira (Contribución al estudio demográfico de la comarca de Alcira en el siglo XV, Valencia, Universidad de Valencia, 1970).
Sin abandonar este campo, López Elum fue aproximándose progresivamente al estudio de la arqueología y la cerámica. En esta línea, y siguiendo al profesor Manuel Riu Riu, inició a finales de los 70 un trabajo pionero en la arqueología medieval valenciana en la Torre de Bufilla (Bétera) y la Escuela Taller de Manises. Este trabajo le permitió entrar en contacto con el mundo de la prospección y excavación arqueológica, y el análisis de los restos de cultura material. En esta línea cabe destacar su obra La alquería islámica en Valencia: estudio arqueológico de Bufilla, siglos XI a XIV (1994).
Paralelamente, desarrolló dos líneas de investigación referidas al estudio de la cerámica y a los castillos medievales valencianos con dos obras muy conocidas: Los orígenes de la cerámica de Manises y Paterna, 1285-1335 (1984), que dio pie a sucesivos trabajos parciales que profundizarían en el tema, y Los castillos valencianos en la Edad Media (materiales y técnicas constructivas) en dos volúmenes (2002), que también propició numerosos artículos y comunicaciones a congresos y reuniones científicas.
Estas líneas de investigación le llevarían a desarrollar uno de los temas por el que mostraría una especial predilección: el fin de la presencia musulmana en Valencia. Un asunto polémico dentro y fuera de la universidad, que todavía no había sido materia de estudios científicos rigurosos. López Elum deja a un lado el apasionamiento político de los 70 y 80, y aborda el tema La conquista y repoblación valenciana durante el reinado de Jaime I (1995). En la cumbre de esta trayectoria encontramos una notable aportación a la historia del derecho medieval: Los orígenes de los "Furs de Valencia" y de las Cortes en el siglo XIII (1998).
Al margen del eje central de su carrera investigadora, realizó también trabajos sobre música. Destaca en este campo la investigación musicológica Interpretando la música medieval del siglo XIII: las Cantigas de Santa María (2005).
A principios de los 80 obtendría la agregación a cátedra, equivalente a lo que sería actualmente profesor titular. La segunda cátedra de Historia Medieval de Valencia le llegaría en 2002. Pese a sufrir la enfermedad de Parkinson, que le mermó sus facultades, impartió clases hasta prácticamente su muerte.

## Obras
- La producción cerámica de lujo en la Baja Edad Media: Manises y Paterna: los materiales de los recipientes para uso alimentario : su evolución y cambios según los inventarios notariales Amigos del Museo Nacional de Cerámica y de las Artes Suntuarias (2006)
- Interpretando la música medieval del siglo XIII: las "Cantigas" de Santa María (2005)
- Los castillos valencianos en la Edad Media (materiales y técnicas constructivas) (2002)
- Los orígenes de los "Furs de València" y de las Cortes en el siglo XIII (1998)
- La conquista y repoblación valenciana durante el reinado de Jaime I (1995)
- La alquería islámica en Valencia: estudio arqueológico de Bofilla, siglos XI a XIV (1994)
- Los orígenes de la cerámica de Manises y de Paterna (1285-1335) (1984)
- El impuesto del morabatí, su base económica y sus aplicaciones demográficas: datos para su estudio (siglos XIII-XVIII) (1972)